# Dolichopeza (Sinoropeza) fasciventris
Dolichopeza (Sinoropeza) fasciventris is een tweevleugelige uit de familie langpootmuggen (Tipulidae). De soort komt voor in het Oriëntaals gebied.